# هنري فرانسوا ماري شاربنتييه
هنري فرانسوا ماري شاربنتييه (بالفرنسية: Henri François Marie Charpentier)‏ هو عسكري فرنسي، ولد في 23 يونيو 1769 في سواسون في فرنسا، وتوفي في 14 أكتوبر 1831 في Oigny-en-Valois ‏ في فرنسا.